# Norfolkština
Norfolkština je kreolský jazyk na bází angličtiny, který používají obyvatelé ostrova Norfolk nacházejícím se v Tichém oceánu. Je směsicí angličtiny používané v 18. století a tahitštiny. Velmi blízko má jazyk pitcairnštině, jejíž mluvčí ostrov v minulosti opakovaně navštěvovali. Společně s angličtinou je norfolkština jedním ze dvou úředních jazyků na ostrově Norfolk.
OSN zařadila v roce 2007 norfolkštinu na seznam ohrožených jazyků. Jazyk má totiž pouhé asi dva tisíce mluvčích, kteří běžně vedle norfolkštiny používají také angličtinu.